# Óli Johannesen
Óli Johannesen (Tvøroyri, 6 maggio 1972) è un ex calciatore faroese, di ruolo difensore.

## Carriera

### Nazionale
Ha segnato il suo unico gol in nazionale contro l'Estonia il 25 aprile 1993.
È tra i giocatori col maggior numero di presenze della Nazionale faroese.